# Myxoderma
Myxoderma Fisher, 1905 è un genere di stelle marine della famiglia Zoroasteridae.

## Tassonomia
Il genere comprende le seguenti specie:
- Myxoderma acutibrachia Aziz & Jangoux, 1984
- Myxoderma longispinum (Ludwig, 1905)
- Myxoderma platyacanthum (H.L. Clark, 1913)
- Myxoderma qawashqari (Moyana & Larrain Prat, 1976)
- Myxoderma sacculatum (Fisher, 1905)